# Preston (Schiff, 1944)
Die USS Preston (Kennung DD-795) war ein Zerstörer der U.S. Navy im Zweiten Weltkrieg, im Koreakrieg und während des Kalten Krieges. Es war das sechste Schiff, das diesen Namen trug. Sie gehörte zur Fletcher-Klasse und war nach Samuel W. Preston benannt.
Taufpatin des Schiffes war Mrs. R. F. Gross; Erster Kommandant wurde Commander G. S. Patrick.
Bauwerft war die Bethlehem Shipbuilding Corporation (eine Tochter der Bethlehem Steel) in San Pedro (Los Angeles).

## Einsatzgeschichte

### Zweiter Weltkrieg
Nach der Indienststellung folgten umfangreiche Ausbildungsfahrten in den Gewässern um Hawaii. Am 1. Juli 1944 verlegte die Preston von Pearl Harbor nach den Marianen, wo sie bis zum 17. Juli blieb, um dann bis zum 8. August 1944 Transportsicherungen im Bereich der amphibischen Landungszonen zu übernehmen. Danach setzte sie sich von Guam nach Eniwetok in Marsch, um sich dort am 29. August 1944 der Task Force 38 (TF 38) anzuschließen. Zwischen dem 6. und dem 8. September fuhr das Schiff Geleitschutz für die Trägergruppe, die beim Angriff gegen Palau eingesetzt war. Anschließend folgte eine gleichartige Aufgabe bei den Luftangriffen gegen japanische Positionen auf den südlichen und zentralen Philippinen. Ab dem 14. August Rückkehr zu den Palauinseln, um dort die Landungen auf Peleliu und Anguar zu decken. Danach folgte eine Fahrt zu den Philippinen mit anschließender Verlegung nach Ulithi.
Am 6. Oktober 1944 lief die Kampfgruppe wieder aus, um an der Schlacht um Leyte als Teil der Invasion der Philippinen teilzunehmen. Am 24. Oktober wurde die Task Group 38.3 (TG 38.3) von den Japanern heftig angegriffen, wobei die Princeton verloren ging. Am gleichen Abend verlegten die TG 38.3, TG 38.2 und TG 38.4 nach Norden, um nach der japanischen Trägergruppe zu suchen. Nach verschiedenen Luftangriffen gegen die japanischen Verbände stieß die Kampfgruppe den fliehenden Japanern durch die San-Bernardino-Straße nach.
Am 5. November 1944 war die Preston in das Gebiet vor Luzon verlegt worden, um Kampfeinsätze gegen die feindlichen Stellungen in diesem Bereich durchzuführen. Es folgten Patrouillenfahrten im Gebiet der Zentral-Philippinen mit dem Schwerpunkt auf der Störung des japanischen Nachschubs in der Ormoc Bay.
Am 30. Dezember 1944 fuhr die Kampfgruppe in das Gebiet nordwestlich Ulithi, um im Zuge der Schlacht um Luzon von hier aus Aktionen gegen Formosa und Nansei Shoto durchzuführen. Danach verlegte der Verband in das südchinesische Meer und griff dort feindliche Schiffsbewegungen und Küstenanlagen entlang der Küste von Indochina an. Ab dem 15. Januar 1945 stand die Trägergruppe westlich von Formosa und bekämpfte Ziele auf dieser Insel und auf Okinawa. Während des Monats Februar fuhr die Preston Geleitschutz für die Flugzeugträger während Luftangriffen auf das japanische Mutterland, danach erfolgte wiederum die Verlegung in das Gewässer um Okinawa. Anfang März 1945 fuhr die Preston zunächst nach Ulithi, um sich dort wieder der TF 54 anzuschließen. Danach Verlegung des Verbandes zu den Ryūkyū Islands. Zwischen dem 24. März und dem 1. April 1945 operierte die Preston vor den Kerama-Inseln und verlegte dann zur Feuerunterstützung vor Hagushi. Bis zum 1. Juni erfolgte bei der Schlacht um Okinawa weitere Feuerunterstützung für die auf der Motobu-Halbinsel kämpfenden Truppen der U.S.Army und des Marine Corps.
Anfang Juni fuhr die Preston zunächst Patrouille gegen mögliche japanische Kamikaze-Boote und kehrte dann zu den Feuerunterstützungsmaßnahmen gegen japanische Stellungen zurück. Im Juli erfolgten Patrouillendienste vor der Nordspitze Okinawas und im August 1945 Geleitschutzaufgaben für Convois im Bereich der Buckner Bay.
Nach der japanischen Kapitulation am 14. August 1945 verblieb die Preston zunächst noch im Gebiet von Okinawa und trat am 6. September die Rückreise in die USA an. Am 24. September traf sie in San Diego ein, wo auf der „Naval Station San Diego“ sogleich mit den Abrüstungsarbeiten begonnen wurde. Am 24. April 1946 wurde der Zerstörer außer Dienst gestellt, an die „Pacific Reserve Fleet“ überwiesen und eingemottet.

## 1951–1969
Nach dem Beginn der Feindseligkeiten in Korea wurde die Preston reaktiviert und am 26. Januar 1951 erneut in Dienst gestellt. Im April 1951 erfolgte die Verlegung an die Ostküste der USA, wo sie im Philadelphia Navy Yard einer Modernisierung unterzogen wurde und danach für einen kurzen Aufenthalt ihren Heimathafen Newport anlief. Am 9. Januar 1952 fuhr die Preston in das Mittelmeer, um sich der dort operierenden Sechsten Flotte anzuschließen. Von dieser Aufgabe im Mai zurückgekehrt nahm sie an Flottenmanövern und Trainingsfahrten entlang der Ostküste von Labrador bis zur Karibik teil.
Am 1. April 1953 verließ das Schiff die Küste von Neu England, um für Kampfaufgaben in den Fernen Osten zu laufen. Anfang Mai in Japan angekommen, wurde sie der schnellen Trägergruppe TF 77 zugewiesen, wo sie bis Juni Geleitschutz- und Sicherungsaufgaben übernahm. Danach wurde sie zur TF 95 kommandiert, die im Auftrag der Vereinten Nationen die Küstenblockade vor Nordkorea durchführte.
Nach dem Abschluss des Waffenstillstandsabkommens am 27. Juli 1953 trat die Preston die Rückreise durch den Suezkanal nach Boston an. Nach einer Überholungsphase operierte das Schiff zwischen Mai und September 1954 im Verband der U-Jagd-Gruppen der Atlantic Fleet.
Im Jahre 1955 folgte eine weitere Reise in das Mittelmeer mit U-Jagd-Ausbildungseinsätzen, danach kehrte der Zerstörer am 15. März nach Narragansett Bay zurück, um von hier aus die Reise an die Westküste anzutreten. Die Preston lief am 15. April in Long Beach ein und wurde der „Destroyer Squadron 23“ (DesRon 23) zugewiesen. Im Juni verlegte sie erneut nach dem fernen Osten und absolvierte Patrouillenfahrten zwischen der 7. und 1. US-Flotte. Hierin eingeschlossen waren Manöver im Rahmen der SEATO, weitere alliierte Manöver sowie die sogenannte „Taiwan Patrol“. Es folgten weitere Trainingsfahrten und Abstecher in die Arktis und den Zentralpazifik.
Im Dezember 1958 konnte die Preston der Bevölkerung der durch ein Großfeuer schwer in Mitleidenschaft gezogenen japanischen Stadt Keniya durch Lieferung von Verpflegung und Bekleidung eine erste Hilfe leisten.
Im Jahre 1962 folgten Winter-Operationen in der Arktis und Teilnahme an Nuklear-Tests im Pazifik. 1965 verlegte die Preston an die Küste von Vietnam, wo Geleitschutz für die Flugzeugträger Coral Sea und Ticonderoga gefahren wurde. Beschießungen des Küstenstreifens zur Unterstützung der Landtruppen folgten bis zum 15. Januar 1966.
Danach kehrte das Schiff in die USA zurück und wurde deaktiviert. Am 15. November 1969 außer Dienst gestellt und aus dem Schiffsregister gestrichen, wurde es am gleichen Tag an die Türkei übergeben.
Der Preston wurden sechs Battle Stars für ihre Verdienste im Zweiten Weltkrieg und ein Battle Star für den Koreakrieg zuerkannt.

## TCGİçel
In der türkischen Marine erhielt die ex-Preston den Namen TCG İçel (D 344) und war noch bis 1981 im Dienst. Danach wurde sie zum Abbruch verkauft.